# Piercia cognata
Piercia cognata là một loài bướm đêm trong họ Geometridae.